# 二荒拡子
二荒 拡子（ふたら ひろこ、旧字体：二荒󠄁 擴子、1895年〈明治28年〉5月28日 - 1990年〈平成2年〉3月7日）は、日本の元皇族。二荒芳徳伯爵夫人。旧名は、拡子女王（ひろこじょおう）。皇籍離脱前の身位は女王で、皇室典範における敬称は殿下。

## 生涯
北白川宮能久親王と側室の浮山幾牟の娘として生まれる。1895年（明治28年）10月28日、父能久親王と死別。
1915年（大正4年）7月16日に二荒芳徳伯爵（父：伊達宗徳侯爵）との結婚の勅許が下り、7月18日付で、勲二等宝冠章を受章。翌7月19日、宮中三殿に拝礼し、朝見の儀を執り行った。7月20日、二荒芳徳伯爵に降嫁。
なお、二荒伯爵家は、拡子女王の異母兄二荒芳之（早世）が興した家である。
結婚後は、婦人誌である『主婦の友』や『婦女界』の取材に応じている。

## 血縁
- 兄弟：

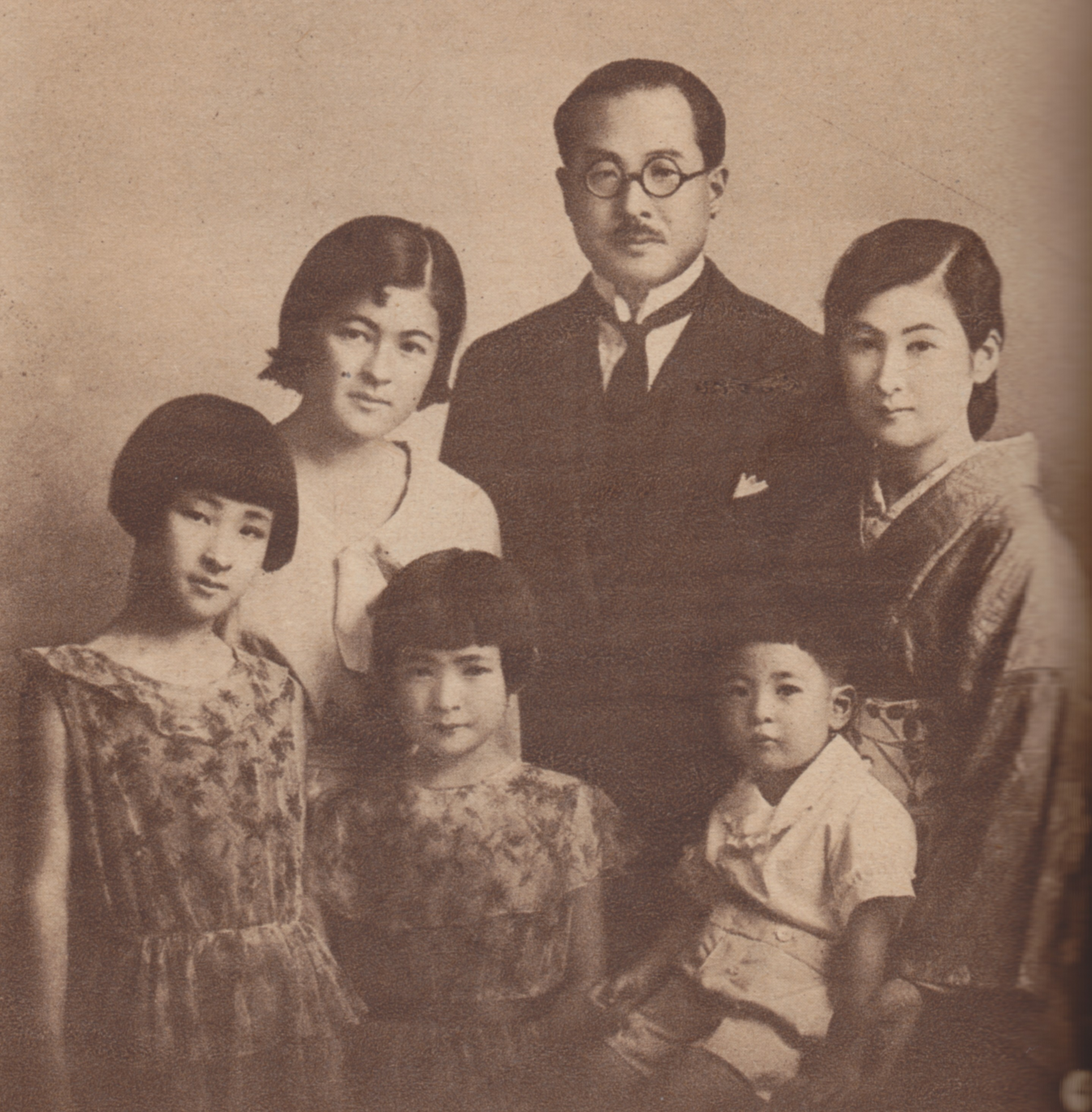
1934年（昭和9年）頃撮影、二荒伯爵一家

- （異母）北白川宮成久王、竹田宮恒久王、小松輝久侯爵、二荒芳之伯爵、上野正雄伯爵ほか
- 夫：二荒芳徳[7]
- 子：
  - 長女：荒尾富士子（1916年生）[7] - 荒尾博正男爵夫人
  - 次女:二荒靖子
  - 三女：井上明子（1923年生）[7] - 井上光貞夫人
  - 四女：石坂治子（1925年生）[7] - 石坂一義（日本銀行理事を経てケンウッド社長）夫人
  - 長男：二荒芳忠（1930年生）
  - 次男：二荒芳彦（1934年生）

## 栄典
1915年（大正4年）7月18日 - 勲二等宝冠章